# Mona Mahmudnizhad
Mona Mahmudnizhad (10 de septiembre de  1965 - 18 de junio de 1983) fue una adolescente persa bahaí que, en 1983, junto con nueve mujeres bahaíes, fue condenada a morir y ejecutada en Shiraz, por no renegar de su fe, no reconocida en Irán, a la edad de 17 años.
Mona escribió cartas en defensa de la libertad religiosa como apelación contra las autoridades de su colegio, y dedicó su tiempo libre en la enseñanza de niños pequeños de familias bahaíes, que tenían prohibido asistir a las escuelas públicas del Estado. Estas acciones resultaron en su propia expulsión del instituto, y finalmente su detención y ejecución.

## Infancia
Mahmudnizhad nació el 10 de septiembre de 1965; sus padres, Yad'u'llah y Farkhundeh Mahmudnizhad, salieron de Irán para predicar la fe bahaí en Yemen. A los dos años, tuvo un accidente en la calle, y temporalmente quedó lesionada.
El gobierno de Yemen expulsó a los extranjeros en 1969 y por eso la familia volvió a Irán, pasando dos años en Isfahán, seis meses en Kirmanshah y tres años en Tabriz antes de asentarse en Shiraz en 1974. Durante esta época su padre trabajó reparando pequeños electrodomésticos, dedicando también tiempo a la organización de los bahaís en Irán.

## Su ejecución
Tras la revolución islámica de 1979, Mona fue expulsada de su instituto junto con otros bahaís y dedicó su tiempo en la enseñanza de niños bahaís que no podían asistir a la escuela de la República Islámica por razón de su fe.
El 23 de octubre de 1982 la policía buscó libros bahaíes en la casa de Mona. Al descubrir materiales de la organización bahaí, religión perseguida en Irán, enviaron a Mona y a su padre a la cárcel de Seppah en Shiraz. Mona fue torturada, azotada con un cable eléctrico, en un intento de romper su voluntad y aceptar la fe del Estado.[cita requerida]
Antes de la ejecución, Ronald Reagan envió una petición a los líderes de Irán de la época para terminar con las ejecuciones de niños menores de edad, y de Mona y nueve mujeres bahaíes más. De las mujeres ejecutadas en la noche del 18 de junio de 1983, Mona fue la última en morir, por su propia petición; para rezar por las almas de las demás. Simbólicamente Mona besó la cuerda de la horca antes de su ejecución.
Las mujeres ejecutadas por no renunciar a la fe bahaí con Mona fueron: 
- Nusrat Yalda'i, de 54 años.
- 'Izzat Janami Ishraqi, de 50 años.
- Roya Ishraqi, 23 años, hija de 'Izzat.
- Tahirih Siyavushi, 32 años.
- Zarrin Muqimi, 28 años.
- Shirin Dalvand, 25 años.
- Akhtar Sabit, 19 o alrededor de 20 años.
- Simin Sabiri, entre 20 y 24 años.
- Mahshid Nirumand, 28 años.

## Mona como un símbolo bahaí y de tolerancia religiosa
Muchos bahaíes en el mundo recuerdan la historia de Mona y su nombre es popular entre los bahaíes, en su memoria. 
Existen numerosas obras de arte y fundaciones benéficas en memoria de Mona: 
- La canción Mona with the Children, contando la historia de Mona fue número 14 en la lista de canciones principales de Canadá en 1985.[2]
- Jack Lenz, productor canadiense, produjo una película sobre Mona, llamada Mona’s Dream, en referencia al momento cuando Mona tuvo un sueño en el cual aceptó su vestido de mártir en presencia de Bahá'u'lláh.[3]
- Existe también una fundación dedicada a la enseñanza de mujeres en países en desarrollo llamada «Mona Foundation».

Existen organizaciones contra la ejecución de menores que citan la ejecución de Mona como un ejemplo de ejecución de una persona menor de edad.